# Tercer gobierno de Juan Vicente Herrera
El tercer gobierno de Juan Vicente Herrera fue el ejecutivo regional de Castilla y León, constituido inicialmente tras la investidura en julio de 2007 de Juan Vicente Herrera como presidente de dicha comunidad autónoma española y que perduró hasta junio de 2011.

## Historia
Juan Vicente Herrera prestó juramento como presidente de la Junta el 27 de junio de 2007 para un nuevo mandato y anunció la composición de su Gobierno el 2 de julio de 2007. El nombramiento de los consejeros entró en vigor al día siguientede su publicación en el Boletín Oficial de Castilla y León.
| Cargo                                                 | Nombre                                                   | Partido       | Partido |
| ----------------------------------------------------- | -------------------------------------------------------- | ------------- | ------- |
| Presidente                                            | Juan Vicente Herrera                                     | PP            |         |
| Vicepresidenta primera Consejera de Medio Ambiente    | María Jesús Ruiz Ruiz                                    | PP            |         |
| Vicepresidente segundo Consejero de Economía y Empleo | Tomás Villanueva Rodríguez                               | PP            |         |
| Consejero de Presidencia Portavoz                     | José Antonio de Santiago-Juárez López                    | PP            |         |
| Consejera de Administraciones Públicas                | Isabel Alonso Sánchez (hasta el 14 de junio de 2011)     | PP            |         |
| Consejero de Interior y Justicia                      | Alfonso Fernández Mañueco (hasta el 29 de abril de 2011) | PP            |         |
| Consejera de Hacienda                                 | Pilar del Olmo Moro                                      | PP            |         |
| Consejero de Fomento                                  | Antonio Silván Rodríguez                                 | PP            |         |
| Consejera de Agricultura y Ganadería                  | Silvia Clemente Municio                                  | PP            |         |
| Consejero de Sanidad                                  | Francisco Javier Álvarez Guisasola                       | PP            |         |
| Consejero de Familia e Igualdad de Oportunidades      | César Antón Beltrán                                      | PP            |         |
| Consejero de Educación                                | Juan José Mateos Otero                                   | Independiente |         |
| Consejera de Cultura y Turismo                        | María José Salgueiro                                     | PP            |         |